# Mafa jezik
Mafa jezik (ISO 639-3: maf; "matakam", mofa, natakan), afrazijski jezik uže čadske porodice, kojim govori oko 141 000 ljudi u Kamerunu i Nigeriji, poglavito u kamerunskoj provinciji Far North (136 000; 1982 SIL) i 4 910 u Nigerijskoj (2000) državi Borno.
Mafa pripada skupini biu-mandara i ima više dijalekata: zapadni mafa (magoumaz, mavoumay), centralni mafa (ouzal, koza, mokola, mokolo, ldamtsai) i istočni mafa (soulede, roua).

## Vanjske poveznice
- Ethnologue (14th)
- Ethnologue (15th)